# تیرماهی‌های نواری
تیرماهی‌های نواری (نام علمی: Oxymetopon) نام یک سرده از راسته سوف‌ماهی‌سانان است.